# Hordziejczyki
Hordziejczyki (biał. Гардзейчыкі; ros. Гордейчики) – wieś na Białorusi, w obwodzie brzeskim, w rejonie baranowickim, w sielsowiecie Żamczużny.
W dwudziestoleciu międzywojennym wieś leżała w Polsce, w województwie nowogródzkim, w powiecie baranowickim.
Znajduje tu się stacja kolejowa Połonka, leżąca na linii Baranowicze – Wołkowysk.